# Општина Балашешти (Галац)
Балашешти (рум. Bălăşeşti) општина је у Румунији у округу Галац.
Oпштина се налази на надморској висини од 94 m.